# Musse Pigg på badort
Musse Pigg på badort (engelska: The Beach Party) är en amerikansk animerad kortfilm med Musse Pigg från 1931.

## Handling
Musse Pigg, Mimmi Pigg, Klasse och Klarabella är en vacker dag på stranden. Medan de andra är ute och simmar ordnar Mimmi en liten picknick. Men så hamnar Pluto i bråk med en krabba och en arg bläckfisk som ställer till problem för de andra.

## Om filmen
Filmen är den 34:e Musse Pigg-kortfilmen som producerades och den tionde som lanserades år 1931.
Filmen hade svensk premiär den 17 oktober 1932 på biografen London i Stockholm.

## Rollista
- Walt Disney – Musse Pigg
- Marcellite Garner – Mimmi Pigg, Klarabella
- Pinto Colvig – Pluto[6]